# Walmir Alberto Valle
Walmir Alberto Valle IMC (* 14. April 1938 in Nova Trento; † 26. August 2019 in Joaçaba) war ein brasilianischer Ordensgeistlicher und römisch-katholischer Bischof von Joaçaba. 

## Leben
Walmir Alberto Valle trat der Ordensgemeinschaft der Consolata-Missionare bei und empfing am 21. Dezember 1963 die Priesterweihe.
Papst Johannes Paul II. ernannte ihn am 5. November 1985 zum Bischof von Cândido Mendes. Der Papst persönlich spendete ihm am 6. Januar des nächsten Jahres die Bischofsweihe; Mitkonsekratoren waren Kardinalstaatssekretär Agostino Casaroli und Bernardin Gantin, Kardinalpräfekt der Kongregation für die Bischöfe. Am 2. Juni desselben Jahres wurde er in das Amt eingeführt.
Am 6. November 2002 wurde er zum Koadjutorbischof von Joaçaba ernannt. Mit dem Rücktritt Osório Bebbers am 9. April 2003 folgte er ihm als Bischof von Joaçaba nach. Am 14. April 2010 nahm Papst Benedikt XVI. seinen vorzeitigen Rücktritt an.